# Алентуйка
Алентуйка — село в Хилокском районе Забайкальского края России. Входит в состав Сельского поселения «Хушенгинское».

## География
Село находится в центральной части района, в пределах правобережной части долины реки Хилок, на расстоянии примерно 22 километров (по прямой) к северо-востоку от города Хилок. Абсолютная высота — 834 метра над уровнем моря. К северу от села проходит железнодорожная линия Петровск-Забайкальский — Хилок ЗабЖД.
Климат
Климат характеризуется как резко континентальный, с продолжительной морозной зимой и коротким тёплым летом. Среднегодовая температура воздуха составляет −4,2 °С. Средняя многолетняя температура самого холодного месяца (января) составляет −27 — −25 °С (абсолютный минимум — −52 °С), температура самого тёплого (июля) — 16 — 17 °С (абсолютный максимум — 39 °С). Среднегодовое количество осадков — 439 мм.
Часовой пояс
Село Алентуйка находится в часовой зоне МСК+6. Смещение применяемого времени относительно UTC составляет +9:00.

## Население
| 2010 | 2021 |
| ---- | ---- |
| 166  | ↘130 |

Половой состав
По данным Всероссийской переписи населения 2010 года в гендерной структуре населения мужчины составляли 47 %, женщины — соответственно 53 %.
Национальный состав
Согласно результатам переписи 2002 года, в национальной структуре населения буряты составляли 55 % из 173 чел., русские — 43 %.